# Никулята (Яранский район)
 Никулята  — село в Яранском районе Кировской области, административный центр Никулятского сельского поселения.

## География
Расположено на расстоянии примерно 33 км по прямой на восток-юго-восток от города Яранск.

## История
Упоминается с 1786 года. Селом стало после постройки Казанско-Богородицкой церкви (строилась в 1858-1872). В 1873 году в селе Никулята (Верхоижское) былдо дворов 32 и жителей 216, в 1905 учитывались отдельно село Верхоижское (Никуляты), 5 дворов и 25 жителей, и деревня Никулятовская, 33 двора и 163 жителя. В 1926 году в едином селе Никулята отмечено было дворов 86 и жителей 329 (в том числе 179 мари), в 1950 112 и 246, в 1989 605 жителей.

## Население
Постоянное население составляло 533 человека (русские 51%, мари 47%) в 2002 году, 384 в 2010.